# Héctor Barinas
Héctor Barinas (eigentl.: Norberto Segundo Pirela García; * 24. April 1935 in Maracaibo; † 17. November 1979 ebenda) war ein venezolanischer Sänger und Komponist.
Pirela erhielt seinen Künstlernamen in Caracas von Chucho Sanoja, dessen Solistenorchester er angehörte, um ihn von Felipe Pirela,
einem Solisten in Billo Frómetas Orchester zu unterscheiden. Er arbeitete außerdem mit den Gruppen Gaiteras und Los Caracuchos
zusammen. Mit letzterer nahm er 1971 seinen Song Sentir Zuliano auf, der allerdings erst in der Aufnahme der Los Cardinales del Éxito mit
Ricardo Cepeta international bekannt wurde. Pirela stab vierundvierzigjährig an einem Herzinfarkt.